# Jaddihalli, Sorab
Jaddihalli là một làng thuộc tehsil Sorab, huyện Shimoga, bang Karnataka, Ấn Độ.